# ESB
Az Enterprise Service Bus (ESB) (magyarul vállalati szolgáltatás sín) része a szolgáltatásorientált architektúra modellnek. Itt az újrafelhasználható szolgáltatásokat kiemelik egy külön központosított rendszerbe, megszüntetve ezzel pont-pont szolgáltatás hivatkozásokat egy egységes csillagpontos szolgáltatás rendszerbe. Az ESB része a vállalaton belüli EAI (Enterprise Application Integration) infrastruktúrának. Segítségével menedzselni (leállítás, indítás, verziók telepítése, publikálás), monitorozni (naplózás, státusz figyelés) lehet a szolgáltatásokat.

Minden üzleti szolgáltatás azonos módon kommunikál az ESB-vel: az ESB lefordítja az üzenetet egy másik megfelelő üzenet típusra és elküldi az üzenetet a megfelelő előállító szolgáltatáshoz.